# Stromboli (película)
Stromboli (en italiano Stromboli, Terra di Dio) es una película italiana de 1950 dirigida por Roberto Rossellini y con Ingrid Bergman como actriz principal. Es considerada como un ejemplo clásico del neorrealismo italiano.
La película es el resultado de una famosa carta escrita a Rossellini por la actriz. En ella, le expresaba admiración por su trabajo y el deseo de trabajar con él. 
Es recordada, también, por la relación que se estableció entre Rossellini y Bergman a partir de su trabajo conjunto, así como por el hijo que tuvieron fuera de sus respectivos matrimonios. De hecho, la relación causó un gran escándalo en Estados Unidos, y Bergman fue reprendida por el senador Edwin C. Johnson. Además, su carrera en Hollywood se estancó durante algunos años, hasta que ganó el premio Óscar por la película Anastasia.[cita requerida]
La película tiene asimismo características de documental, como en la escena de pesca y de una verdadera evacuación del pueblo tras una erupción del volcán de Estrómboli. En su mayoría, quienes aparecen en la película como habitantes del pueblo de verdad habitaban allí. Emplear lugareños que no son actores para que representen personajes es un rasgo típico del neorrealismo.[cita requerida]

## Sinopsis
Karin, una exiliada lituana en Italia, escapa de un campo de concentración y se casa con un prisionero de guerra (Mario Vitale) al que ha conocido estando él en el otro lado de la valla del campo. 
Pronto se entera de que Estrómboli, la isla de donde procede él, es muy yerma y dura, y que la gente allí es muy tradicional y conservadora. Los habitantes del lugar actuarán con hostilidad hacia esa mujer extraña y extranjera.
Karin habla un poco de italiano, pero aún tiene dificultades. Pasado un tiempo, comienza a sentirse abatida e intenta escapar de Estrómboli.

## El Impacto del Contexto Social[2]
El contexto social juega un papel crucial en el sufrimiento y aislamiento de Karin. La isla de Stromboli, con sus habitantes tradicionales y conservadores, refleja una sociedad cerrada y hostil hacia lo diferente. Karin, al ser extranjera, se ve rechazada y marginada por los isleños, quienes la ven con desconfianza. Esta tensión cultural y social intensifica el sentimiento de alienación de la protagonista, quien no solo no puede integrarse en la comunidad, sino que también es vista como una intrusa en un lugar donde las relaciones humanas están marcadas por la sumisión y la conformidad. Su vida en la isla se convierte en un calvario, no solo por la rudeza del paisaje, sino también por la incomprensión y la indiferencia de los habitantes hacia ella. Su matrimonio, en lugar de ofrecerle una salida, se convierte en otra forma de opresión, lo que refleja las rígidas estructuras sociales que la atan y la impiden encontrar su verdadera libertad.

## Reparto
- Ingrid Bergman: Karin.
- Mario Vitale:[1] Antonio.
- Renzo Cesana: el cura.
- Mario Sponzo: el hombre del faro.
- Gaetano Famularo: el hombre de la guitarra.